# Läkartidningen

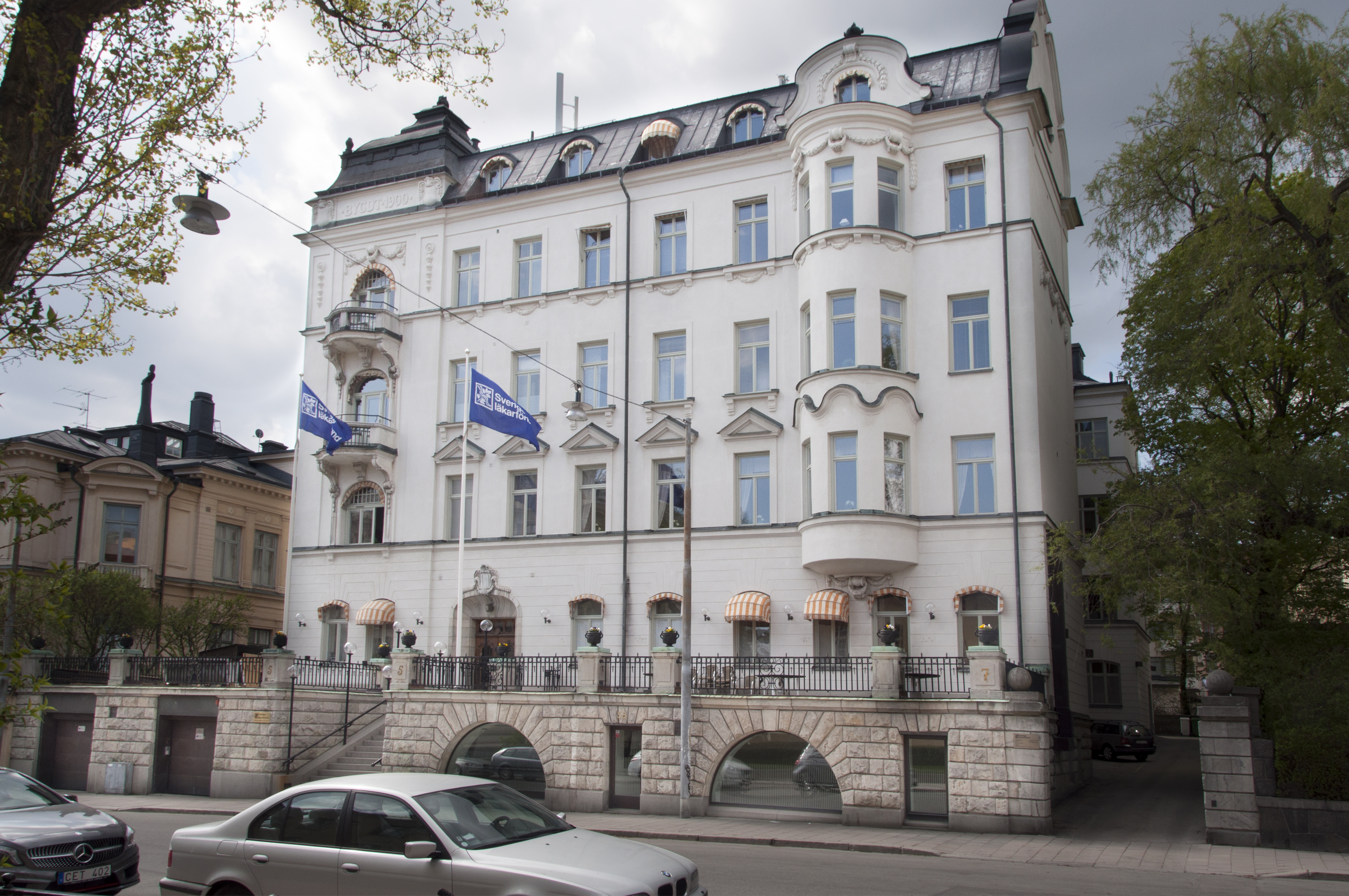
Redaktionslokalerna på Villagatan 5.

Läkartidningen är en svensk tidskrift och organ för Sveriges Läkarförbund, som är läkarnas fackliga organisation i Sverige. Tidskriften grundades 1904.
Läkartidningen ingår i förbundsavgiften för medlemmar i Sveriges Läkarförbund sedan 2006; tidigare var den individuellt prenumererad. Läkartidningen kommer ut 26 gånger per år och har en upplaga på ca 45 000 exemplar. Den är därmed en av de största medicinska tidskrifterna i Europa.
Många artiklar i Läkartidningen är av nyhetskaraktär, eller ger praktiker en översikt inom något medicinskt område. De artiklar som presenterar egna data granskas av externa expertgranskare, så kallad peer review. Läkartidningen är också den enda svenskspråkiga tidskrift som är indexerad i Medline – den internationella databasen för medicinsk vetenskap. Den är därmed den enda medicinska tidskriften på svenska som kan sägas vara en vetenskaplig tidskrift.
Åren 1904–1919 gavs den ut under namnet Allmänna svenska läkartidningen, därefter 1920–1964 som Svenska läkartidningen och från 1965 med nuvarande namn.